# Isländische Badmintonmeisterschaft 1960
Die Isländische Badmintonmeisterschaft 1960 fand in Reykjavík statt. Es war die zwölfte Auflage der nationalen Titelkämpfe von Island im Badminton.

## Titelträger
| Disziplin    | Sieger                                         |
| ------------ | ---------------------------------------------- |
| Herreneinzel | Óskar Guðmundsson                              |
| Dameneinzel  | Jónína Nieljóhníusardóttir                     |
| Herrendoppel | Lárus Guðmundsson Ragnar Thorsteinsson         |
| Damendoppel  | Jónína Nieljóhníusardóttir Sig. Gudmundsdottir |
| Mixed        | Þorvaldur Ásgeirsson Lovísa Sigurðardóttir     |